# 이종윤 (1940년)
이종윤(李鍾潤, 1940년 8월 23일~2023년 1월 18일)은 대한민국의 교육자, 신학자, 개신교 목사이자 교수였다.
전주대학교 총장을 지냈다. 2010년 기준으로 동양인 학자로서 김세윤 박사와 함께 세계 신약학회(SNTS)회원이었다. 서울교회를 세웠으며, 한국장로교총연합회 대표회장을 역임하였고, 요한칼빈탄생500주년기념사업회 대표회장을 역임하였다. 그는 개혁주의 신학 발전과 신앙 확산에 기여한 공로로 모교인 미국 필라델피아 소재 웨스트민스터 신학교에서 명예신학박사 학위를 받았다. 2004년 한국기독교사학회와 한국교회사학연구원으로부터 한국교회 10대 설교가로 선정된 신학자이자 목회자였다. 한국교회가 일제 강점기부터 사용해온 주기도(주님의 기도)와 100년 가까이 고백해온 사도신경의 재번역위원장을 맡아 2006년 재번역을 완수해냈다. 2008년 장로회신학대학교에서 명예신학박사 학위를 받기도 했다. 2010년 12월 서울교회를 은퇴하고  한국기독교학술원 원장과 몽골 울란바타르대학교 명예총장을 역임하였다. 2017년 10월 20일과 21일에 열린 종교개혁500주년기념 공동학술대회의 공동준비위원장을 맡았다. 호는 길송(吉松)이다.

## 생애
1940년 8월 23일 충청남도 천안군 성환면(천안시 서북구 성환읍)에서 태어났으며, 만 5세가 된 해에 해방을 맞이하였다. 이 무렵 초등학교에 입학했는데 당시 취학연령보다 한살 적은 나이에 입학했다. 초등학교 4학년 무렵에 반장으로 뽑혔는데, 어느날 서울에서 전학 온 학생에게 반장자리를 내주는 일이 있었다. 이로 인해 질투감과 모욕감을 느껴 기름걸레를 넣은 깡통으로 서울에서 전학 온 학생의 머리를 치는 일을 저질렀다. 그 후 큰 후회를 했는데 서울에서 전학 온 친구를 유심히 관찰하다가 기독교인이 되었다고 한다. 6.25 전쟁으로 어수선한 시기에 혼자서 교회로 가기 시작했으며, 고등학생 시절의 어느날, 단짝이 자살해 충격을 받아 기도원에서 기도를 하고 산에서 불빛으로 가득한 서울 도심을 보았다. 그때 "도성과 백성을 구하라"를 영(靈)으로 들었다고 한다. 그리고는 노트 표지마다 '목사 이종윤'이라 썼으며, 이것으로 그는 고등학생 시절 별명이 이목사였다고 한다.  이 당시의 이종윤이 다니던  충현교회는 고려파 경기노회에 속해  반고소 사건으로 행정보류로 목사 후보생 추천이 불가능한 시기였다. 이에 그는 연세대학교 신학과로 입학하게 되었다고 한다.
4.19 혁명으로 어수선하던 학내가 어느정도 안정되었을 무렵에 군입대를 했는데, 군종병으로 복무하게 되었다. 군종병으로 복무하는 동안 군인교회를 개척했는데, 개척한 교회이름은 벧엘교회이며 대대급 부대의 최초교회이다. 1년 6개월의 군복무를 마치고 복학과 졸업. 그 후 유학을 가려 했지만 대학원에 진학하라는 교수의 권고로 1963년 연세대 신학대학원 석사과정에 진학했다. 연세대 신학대학원 졸업 후에도 총신대 신학대학원을 유학을 갈때까지 다녔는데 이 무렵 충현교회에서 그를 중등부 지도자로 임명, 전도사가 되었다. 1967년 결혼식을 한 후, 미국 웨스트민스터 신학교로 유학을 하였다. 유학생활 기간인 1975년 미국 필라델피아 제일장로교회를 개척, 스코트랜드 쎄인트 앤드류스 대학교에서 유명한 신학학자 어네스트 베스트 박사로부터 신약신학으로 박사학위를 받았다. 1976년 목사안수를 받았으며, 아신대학교의 교수가 되었다. 신동아그룹 회장이던 최순영과 함께 서울 강남구 대치동에 할렐루야교회를 개척했다. 1988년 충현교회 청빙으로 할렐루야교회 당회장 자리에서 사임후 충현교회의 2대 담임목사로 부임하였다. 1991년 상가건물에 서울교회를 개척해 담임목사로 있었으며 2011년 서울교회의 담임목사에서 은퇴하였다. 2022년 7월 7일 X(카이는 그리스도를 의미)신앙동지회를 만들었다. 2023년 1월 17일 오전 10시에 소천하였으며, 아내인 홍순복 여사와 함께 슬하에 이미리, 미영, 미경 세 자녀가 있다.

## 학력
- 연세대학교 신학과 학사 (B.Th.)
- 연세대학교 대학원 신학석사 (M.Th.)
- 미국 웨스트민스터 신학대학원 신학석사(M.Div.)
- 영국 세인트앤드류스 대학교 대학원 철학박사(Ph.D.)

### 명예 박사 학위
- 2008년 장로회신학대학교 명예신학박사
- 웨스트민스터 신학교 명예신학박사

## 경력
- 아세아연합신학대학교수
- 미국 풀러신학교 초빙교수
- 이스라엘 탄투어신학연구원 연구교수
- 미국 프린스턴 신학교 연구교수
- 전주대학교 총장
- 연세대 객원교수, 장신대 겸임교수
- 세계 신약학회(SNTS) 회원 한국장로교신학회 회장
- 한국군선교신학회 회장
- 한기총신학위원장
- 아세아 신학연맹(ATA) 이사, 신학교 인준위원
- 세계 로잔(LCWE) 실행위원
- 세계 복음주의협의회(WEF) 교회갱신위 위원장
- 아시아 로잔위원회의장
- 주기도, 사도신경 새번역
- 기독교교회협의회(KNCC)와 한기총(CCK) 특별연구위원회 위원장
- 한국교회갱신연구원 원장
- KIMCHI(Korea Institute for Mission and Church renewal International) 원장
- 요한칼빈 탄생500주년 기념사업회 대표회장
- 한국장로교총연합회 대표회장
- 대한예수교장로회 서울교회 위임목사
- 기독교학술원 원장
- 현 서울장신대학교 석좌교수

### 교회개척 활동
- 벧엘교회 개척(3사단 18연대 3대대)
- 필라델피아 제일장로교회 개척(미국이민교회)
- 할렐루야교회 개척
- 전주대 대학교회 개척
- 서울교회 개척

## 저서
- 신약 개론(한.중국어판), 신구약 개설, 신약성경 헬라어 강독(한․영문판)
- 산상보훈, 예수의 기적, 예수의 비유(한.일어판)
- 요한복음 강해(Ⅰ-Ⅳ), 사도행전, 로마서(Ⅰ-Ⅳ)
- 에베소서 강해, 야고보서 강해, 빌립보서 강해
- 창세기 강해(Ⅰ-Ⅱ), 소선지서, 십계명 강해
- 크리스챤 지도자론(여호수아, 느헤미야), 교회성장론, 마르크스주의의 도전과
- 크리스챤의 응전(번역), 크리스챤의 신앙곡선(강연 모음글), 순례자의 길(설교 요약집)
- 순례자(칼럼집), Paul and Historical Jesus(영문), 성경난해구절해설, 시 편(Ⅰ-Ⅳ)

### 논문
- “마가복음에 나타난 소위 메시야 비밀이론에 대한 소고”(성경과 신학 1권)
- “God, The Creator and Redeemer in the New Testament"(God in Asian Contexts, ATA Theological Library vol. 3)외 다수

## 같이 보기
- 서울교회
- 한국기독교학술원
- 세계칼빈학회
- 한국개혁신학회
- 한국복음주의조직신학회
- 한국조직신학회
- 한국장로교신학회
- 요한칼빈탄생500주년기념사업회
- 종교개혁500주년기념일
- 한국의 신학자 목록
- 개혁신학자
- 어네스트 베스트
- 안명준
- 이승구
- 이흥순